# Tolmerus lhassae
Tolmerus lhassae là một loài ruồi trong họ Asilidae. Tolmerus lhassae được Tomasovic miêu tả năm 2005. Loài này phân bố ở vùng Cổ Bắc giới.